# Jogos Asiáticos de 1998
Os Jogos Asiáticos de 1998 foram a décima terceira edição do evento multiesportivo realizado na Ásia a cada quatro anos. O evento foi realizado em Bangkok, na Tailândia, o que a tornou a única a receber os Jogos por quatro vezes, sendo esta a primeira vez que candidatou-se para o evento, que contou com a participação de 4 407 homens e 2 147 mulheres, dos mais de 6 500 atletas divididos entre as competições.
O logotipo desta edição foi uma letra "A" (de "Ásia") estilizada na forma de um pagode. O pináculo dele representa o conhecimento, a inteligência e a valentia dos antepassados. A imagem traz também o sol vermelho, símbolo do Conselho Olímpico da Ásia e elemento presente em todos os logotipos de eventos organizados pela entidade. Como mascote, os tailandeses apresentaram Chai-Yo, um elefante, animal tradicional da nação. O nome Chai-Yo significa prazer, alegria, sucesso, união e felicidade.

## Países participantes
41 países participaram do evento:
| - Bangladesh - Bahrein - Brunei - Butão - Camboja - China - Coreia do Norte - Coreia do Sul - Emirados Árabes Unidos - Filipinas - Hong Kong - Índia - Indonésia - Japão | - Cazaquistão - Kuwait - Irão - Iêmen - Jordânia - Laos - Líbano - Macau - Malásia - Maldivas - Myanmar - Mongólia - Nepal - Omã | - Palestina - Paquistão - Catar - Quirguistão - Sri Lanka - Singapura - Síria - Taipé Chinesa - Tajiquistão - Tailândia - Turquemenistão - Uzbequistão - Vietname |

## Esportes
36 modalidades, dos 36 esportes, formaram o programa dos Jogos:
| - Atletismo - Badminton - Basquetebol - Beisebol - Bilhar - Boliche - Boxe - Canoagem - Caratê - Ciclismo - Esgrima - Futebol | - Ginástica - Golfe - Handebol - Hipismo - Hóquei - Judô - Kabaddi - Levantamento de peso - Lutas - Natação - Remo - Rugby | - Sepaktakraw - Softbol - Soft Tênis - Squash - Taekwondo - Tênis - Tênis de mesa - Tiro - Tiro com arco - Vela - Voleibol - Wushu |

## Quadro de medalhas
País sede destacado.
| Ordem | País                   | Medalha de ouro | Medalha de prata | Medalha de bronze |       |
| ----- | ---------------------- | --------------- | ---------------- | ----------------- | ----- |
| 1     | China                  | 129             | 78               | 67                | 274   |
| 2     | Coreia do Sul          | 65              | 46               | 53                | 164   |
| 3     | Japão                  | 52              | 61               | 68                | 181   |
| 4     | Tailândia              | 24              | 26               | 40                | 90    |
| 5     | Cazaquistão            | 24              | 24               | 30                | 78    |
| 6     | Taipé Chinesa          | 19              | 17               | 41                | 77    |
| 7     | Irã                    | 10              | 11               | 13                | 34    |
| 8     | Coreia do Norte        | 7               | 14               | 12                | 33    |
| 9     | Índia                  | 7               | 11               | 17                | 35    |
| 10    | Uzbequistão            | 6               | 22               | 12                | 40    |
| 11    | Indonésia              | 6               | 10               | 11                | 27    |
| 12    | Malásia                | 5               | 10               | 14                | 29    |
| 13    | Hong Kong              | 5               | 6                | 6                 | 17    |
| 14    | Kuwait                 | 4               | 6                | 4                 | 14    |
| 15    | Sri Lanka              | 3               |                  | 3                 | 6     |
| 16    | Paquistão              | 2               | 4                | 9                 | 15    |
| 17    | Singapura              | 2               | 3                | 9                 | 14    |
| 18    | Catar                  | 2               | 3                | 3                 | 8     |
| 19    | Mongólia               | 2               | 2                | 10                | 14    |
| 20    | Myanmar                | 1               | 6                | 4                 | 11    |
| 21    | Filipinas              | 1               | 5                | 12                | 18    |
| 22    | Vietname               | 1               | 5                | 11                | 17    |
| 23    | Turquemenistão         | 1               |                  | 1                 | 2     |
| 24    | Quirguistão            |                 | 3                | 3                 | 6     |
| 25    | Jordânia               |                 | 3                | 2                 | 5     |
| 26    | Síria                  |                 | 2                | 4                 | 6     |
| 27    | Nepal                  |                 | 1                | 3                 | 4     |
| 28    | Emirados Árabes Unidos |                 | 1                | 1                 | 2     |
| 29    | Macau                  |                 | 1                |                   | 1     |
| 30    | Bangladesh             |                 |                  | 1                 | 1     |
| 30    | Brunei                 |                 |                  | 1                 | 1     |
| 30    | Laos                   |                 |                  | 1                 | 1     |
| 30    | Omã                    |                 |                  | 1                 | 1     |
| TOTAL | TOTAL                  | 378             | 381              | 467               | 1 226 |